# Mirosław Wodzyński
Pour les articles homonymes, voir Wodzyński.
Mirosław Zenon Wodzyński (né le 13 juillet 1951 à Varsovie) est un athlète polonais spécialiste du 110 mètres haies.
Figurant parmi les meilleurs spécialistes européens des haies hautes dans les années 1970, Miroslaw Wodzynski remporte notamment la médaille d'argent des Championnats d'Europe 1974 de Rome. Auteur de 13 s 67, il s'incline face au Français Guy Drut mais devance son frère ainé Leszek Wodzyński.
Il atteint les demi-finales des Jeux olympiques d'été de 1972.
Son record personnel sur 110 m haies, établi en 1975, est de 13 s 55.

## Palmarès
| Année | Compétition                    | Lieu      | Place | Épreuve     |
| ----- | ------------------------------ | --------- | ----- | ----------- |
| 1970  | Championnats d'Europe juniors  | Paris     | 2e    | 110 m haies |
| 1971  | Championnats d'Europe          | Helsinki  | 8e    | 110 m haies |
| 1972  | Championnats d'Europe en salle | Grenoble  | 6e    | 50 m haies  |
| 1973  | Championnats d'Europe en salle | Rotterdam | 4e    | 60 m haies  |
| 1974  | Championnats d'Europe en salle | Göteborg  | 2e    | 60 m haies  |
| 1974  | Championnats d'Europe          | Rome      | 2e    | 110 m haies |
| 1975  | Championnats d'Europe en salle | Katowice  | 5e    | 60 m haies  |